# Saint-Ganton

Saint-Ganton este o comună în departamentul Ille-et-Vilaine, Franța. În 1 ianuarie 2022 avea o populație de 414 de locuitori.